# Magic City
Magic City es una serie dramática transmitida del 30 de marzo del 2012 hasta el 9 de agosto del 2013 a través de la cadena Starz. La serie fue creada por Mitch Glazer.
La serie contó con la participación de los actores James Caan, Jamie Harris, Patti Austin, Leland Orser, Rick Ross, Sherilyn Fenn, Shalim Ortiz, Anthony DeSando, Rus Blackwell, Willa Ford, entre otros...
El 20 de marzo del 2012 la cadena Starz anunció que la serie había sido renovada para una segunda temporada. Finalmente la serie fue cancelada el 5 de agosto del 2013.

## Historia
La serie estuvo ambientada en 1959 en Miami, Florida poco después de la Revolución Cubana. Magic City cuenta la historia de Ike Evans, el dueño del hotel más glamuroso de Miami, llamado "Miramar Playa". Evans se ve forzado a hacer tratos con el peligroso jefe de la mafia Ben Diamond para asegurar el éxito de su lujoso hotel.

## Personajes[5]

### Personajes Principales
| Actor                 | Personaje                 | Ocupación                                    | N.º de episodios | Duración    |
| --------------------- | ------------------------- | -------------------------------------------- | ---------------- | ----------- |
| Jeffrey Dean Morgan   | Isaac "Ike" Evans         | Dueño de "Miramar Playa"                     | 16               | 2012 - 2013 |
| Olga Kurylenko        | Vera Evans                | exbailarina del club "Havana"                | 16               | 2012 - 2013 |
| Steven Strait         | Steven "Stevie" Evans     | Gerente del Miramar's Atlantis Lounge        | 16               | 2012 - 2013 |
| Christian Cooke       | Daniel "Danny" Evans      | Estudiante de Derecho                        | 16               | 2012 - 2013 |
| Danny Huston          | Ben "The Butcher" Diamond | Copropietario & Financiero del hotel Miramar | 16               | 2012 - 2013 |
| Jessica Marais        | Lily Diamond              | -                                            | 16               | 2012 - 2013 |
| Elena Satine          | Judi Silver               | Acompañante del Atlantis Lounge              | 16               | 2012 - 2013 |
| Yul Vazquez           | Víctor Lázaro             | Gerente General del hotel "Miramar"          | 15               | 2012 - 2013 |
| Dominik García-Lorido | Mercedes Lázaro           | Ama de Llaves del Atlantis Lounge            | 15               | 2012 - 2013 |
| Matt Ross             | Jack Klein                | Fiscal de Distrito                           | 14               | 2012 - 2013 |
| Kelly Lynch           | Meg Bannock               | -                                            | 13               | 2012 - 2013 |
| Taylor Blackwell      | Lauren Evans              | -                                            | 12               | 2012 - 2013 |

### Personajes Recurrentes
| Actor                 | Personaje                | Ocupación                            | N.º de episodios | Duración    |
| --------------------- | ------------------------ | ------------------------------------ | ---------------- | ----------- |
| Michael Rispoli       | Belvin "Bel" Jaffe       | Corredor de Apuestas                 | 15               | 2012 - 2013 |
| John Cenatiempo       | Vincent Lamb             | Empleado del hotel "Miramar"         | 14               | 2012 - 2013 |
| Karen-Eileen Gordon   | Florence                 | Secretaria Ejecutiva de Ike          | 14               | 2012 - 2013 |
| Todd Allen Durkin     | Doug Feehan              | Investigador del Fiscal del Distrito | 13               | 2012 - 2013 |
| Taylor Anthony Miller | Ray-Ray Mathis           | Portero/Botones del hotel "Miramar"  | 11               | 2012 - 2013 |
| Ricky Waugh           | Barry "Cuda" Lansman     | Barman del "Atlantis Lounge"         | 11               | 2012 - 2013 |
| Chad Gall             | Ethan Bell               | Fiscal                               | 10               | 2012 - 2013 |
| Alex Rocco            | Arthur Evans             | excorredor de Apuestas Deportivas    | 8                | 2012 - 2013 |
| Brett Rice            | Ned Sloat                | Senador Estatal de Florida           | 8                | 2012 - 2013 |
| Avi Hoffman           | Sid Raskin               | Abogado                              | 8                | 2012 - 2013 |
| Catalina Rodriguez    | Theresa                  | Ascensorista del hotel "Miramar"     | 8                | 2012 - 2013 |
| Esai Morales          | Carlos "El Tiburón" Ruiz | -                                    | 6                | 2013        |

### Antiguos Personajes Recurrentes
| Actor            | Personaje            | Ocupación                     | N.º de episodios | Duración |
| ---------------- | -------------------- | ----------------------------- | ---------------- | -------- |
| Scott Getz       | -                    | Abogado                       | 9                | 2012     |
| Bradford Tatum   | Al "Dandy" Haas      | Matón & Guardaespaldas de Ben | 8                | 2012     |
| Nick Depalo      | -                    | Barman del hotel "Miramar"    | 8                | 2012     |
| Philip Schneider | Heshie               | -                             | 7                | 2012     |
| Andrew Bowen     | Dave "Divin" Donahue | Buceador del hotel "Miramar"  | 6                | 2012     |

## Episodios
Las dos temporadas estuvieron conformadas por 8 episodios cada una.

## Premios y nominaciones
| Año  | Categoría | Premio               | Nominado (a)     | Resultado |
| ---- | --- | -------------------- | ---------------- | --------- |
| 2014 | Outstanding Achievement in Cinematography in One-Hour Episodic Television Series                                 | ASC Award            | Steven Bernstein | Nominado  |
| 2013 | Best Performance by an Actor in a Supporting Role in a Series, Mini-Series or Motion Picture Made for Television | Golden Globe Award   | Danny Huston     | Nominado  |
| 2012 | Outstanding Main Title Design (junto a Kathy Kelehan, Michelle Dougherty & Danielle White)                       | Primetime Emmy Award | Ahmet Ahmet      | Nominados |

## Producción
La serie contó en la producción con Dwayne Shattuck, Todd London, Tim Christenson y Jennifer Jackson, en la producción ejecutiva estuvieron Mitch Glazer, Geyer Kosinskim, Lawrence Konner y Ed Bianchi.
La serie contó con la participación del compositor Daniele Luppi y del editor Christopher Nelson.
Las compañías productoras que participaron en la serie fueron "South Beach Productions" y "Media Talent Group".
El 20 de marzo del 2012 la cadena Starz anunció que la serie había sido renovada para una segunda temporada.